# Halosarpheia kandeliae
Halosarpheia kandeliae är en svampart som beskrevs av Abdel-Wahab & E.B.G. Jones 1999. Halosarpheia kandeliae ingår i släktet Halosarpheia och familjen Halosphaeriaceae.   Inga underarter finns listade i Catalogue of Life.